# Relation antisymétrique
Pour les articles homonymes, voir Relation et Antisymétrie.

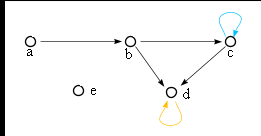
Diagramme sagittal d'une relation antisymétrique (mais ni réflexive, ni transitive)

En mathématiques, une relation (binaire, interne) R sur un ensemble E est dite antisymétrique si elle vérifie :
{\displaystyle \forall x,y\in E\,(\,xRy\land yRx)\Rightarrow x=y\,\,(1)}
ce qui signifie que l'intersection de son graphe avec celui de sa relation réciproque est incluse dans la diagonale de E, autrement dit : 
{\displaystyle R\cap R^{-1}\subset \Delta _{X}}.
La condition (1) peut aussi s'écrire {\displaystyle \forall x\not =y\in E\,\,(xRy)\Rightarrow y\not Rx\,\,(2)}
On remarque l'antisymétrie d'une relation sur son diagramme sagittal par le fait qu'il n'y a pas de double flèche (donc que des sens uniques).
L'antisymétrie est parfois appelée « antisymétrie faible », par opposition à l'« antisymétrie forte » qu'est l'asymétrie (une relation asymétrique est une relation antisymétrique et antiréflexive).

## Exemples
- Les relations d'ordre, qui sont les préordres antisymétriques.
- Sont antisymétriques sans être des relations d'ordre :
  - La relation vide
  - La relation définie par {\displaystyle y=x+1} dans les entiers (lien verbal : "être le successeur de")
  - la relation de lien verbal "être l'enfant de ".
  - La relation sur les entiers naturels " être un diviseur premier de".
- Une relation est à la fois symétrique et antisymétrique si et seulement si son graphe est inclus dans la diagonale (le graphe de l'égalité).

## Dénombrements
Le nombre de relations antisymétriques dans un ensemble à {\displaystyle n} éléments est égal à {\displaystyle 2^{n}3^{\frac {n(n-1)}{2}}}, voir la suite A083667 de l'OEIS.
Le nombre de relations antisymétriques et réflexives est {\displaystyle 3^{\frac {n(n-1)}{2}}}, voir la suite A047656 de l'OEIS.

## Propriété
L'intersection {\displaystyle R\cap S} de deux relations antisymétriques R et S dans un ensemble E est également antisymétrique.
Démonstration :
On doit montrer  : {\displaystyle (P)\Rightarrow (Q)}, où {\displaystyle (P):{\begin{cases}\forall (x,y)\in E^{2},((xRy)\land (yRx))\Rightarrow x=y\\\forall (x,y)\in E^{2},((xSy)\land (ySx))\Rightarrow x=y\end{cases}}} et {\displaystyle (Q):(x(R\cap S)y\land y(R\cap S)x)\Rightarrow x=y}.
Preuve directe :

Considérons un couple {\displaystyle (x,y)} de E x E tel que :  {\displaystyle x(R\cap S)y\land y(R\cap S)x}. Il vient de  {\displaystyle x(R\cap S)y}  que  {\displaystyle xRy}  et de  {\displaystyle y(R\cap S)x}  que {\displaystyle yRx} . Par antisymétrie de R, on obtient : {\displaystyle x=y}.